# Atabal
Atabal es un tamborcillo o tamboril que se suele tocar en algunas fiestas y funciones públicas o privadas y en algunos cuerpos militares. La palabra proviene del vocablo árabe الطّبل (aṭṭbál, "el tambor").
Al que toca el atabal se le llama atabalero. Los atabales serían más timbales que tambor. Un cronista del siglo XV, describiendo una fiesta dice:

el Señor Condestable asomó por la calle que viene de la Magdalena con tal contenencia: primeramente venian cuatro pares de atabales y diez ó doce trompetas, etc. (Mcm. hist. esp. tomo VIII, pág. 407)

La moda o costumbre de llevar timbales en ciertos cuerpos de Caballería, ha llegado casi hasta el siglo XIX, a pesar de que ya en el siglo XVI se consideró embarazosa. El art. 80 de las Ordenanzas de las Guardias Viejas de Castilla, dadas en Madrid por Carlos V a 5 de abril de 1525 dice:

Otrosí: porque yo he sido informado y lo he visto por experiencia que los Atabales que hay en cada capitanía de Hombres D'armas de las dichas nuestras Guardas son superfluos y no provechosos, mandamos que de aquí adelante no los haya, salvo solamente dos trompetas en cada capitanía y que el nuestro Veedor general lo notifique así á las dichas capitanías, y que desde el día de la dicha notificación en adelante no haya los dichos atabales, ni se nombre, ni se libre sueldo alguno por ellos.